# هربرت والی
هربرت والی (انگلیسی: Wally Herbert; ۲۴ اکتبر ۱۹۳۴ – ۱۲ ژوئن ۲۰۰۷) کاوشگری، نویسنده، هنرمند اهل بریتانیا بود. وی همچنین برندهٔ جوایزی همچون مدال قطبی و شوالیه (عنوان) شده‌است.